# Stupa

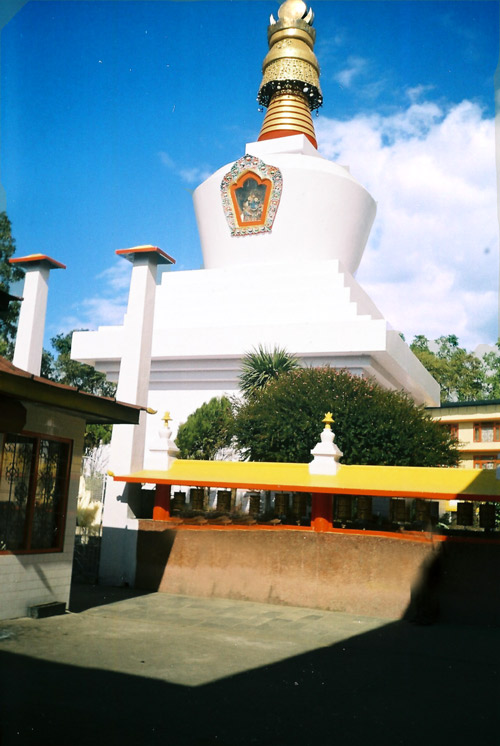
Stupa Do-drul Chorten, a Gangtok (Sikkim)

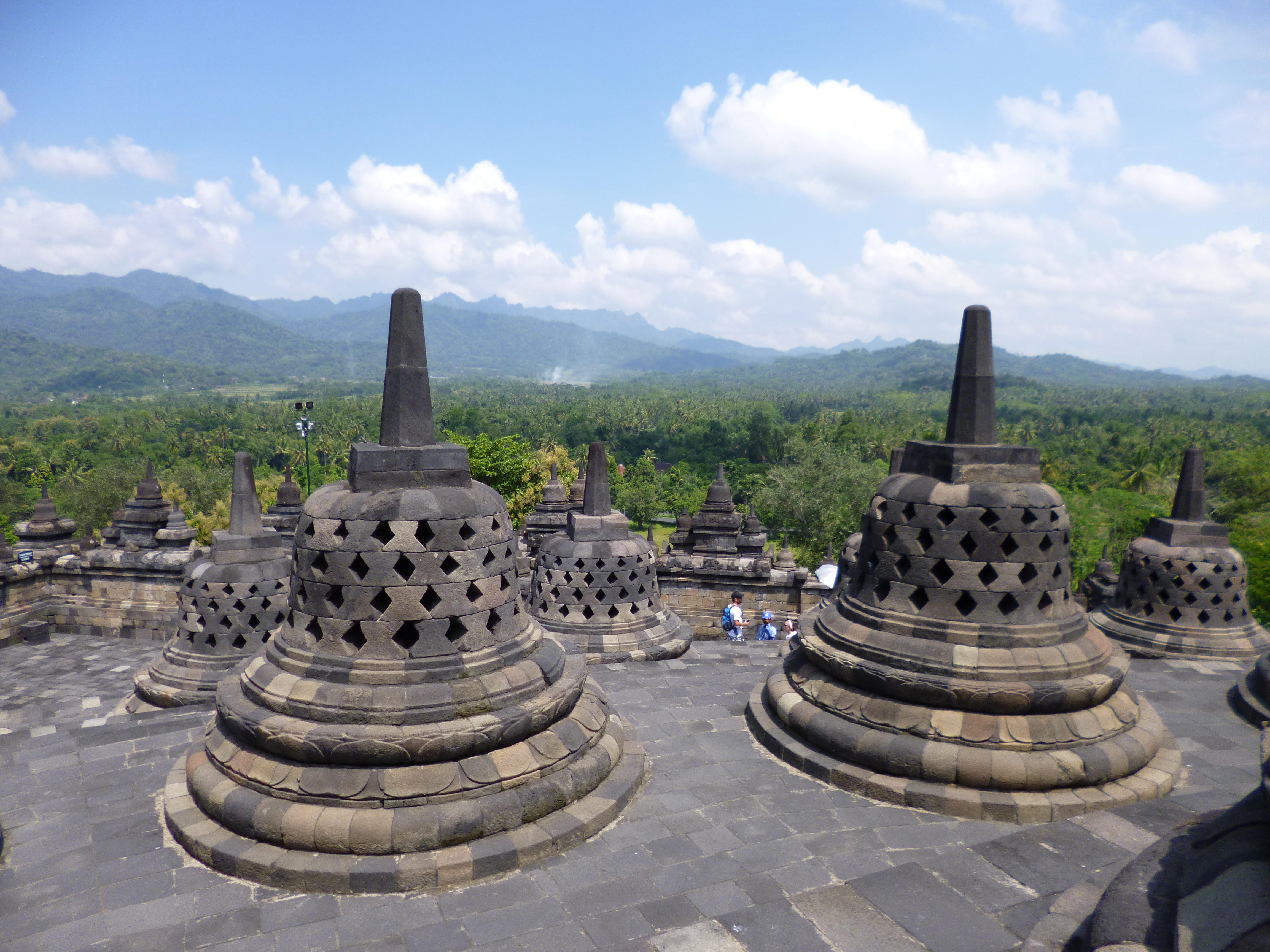
Stupa a Borobudur (Indonèsia)

Un stupa (en sànscrit: स्तूप stūpa; literalment 'munt') és una estructura en forma de monticle semiesfèric que deriva dels antics túmuls funeraris, on es conserven relíquies sagrades budistes o bé indica el lloc on estan enterrades. Un terme arquitectònic relacionat és una chaitya, que és un temple que conté un stupa.
En el budisme, la circumambulació de l'stupa o pradakhshina ha estat una pràctica ritual i devocional important des dels primers temps, i els stupes sempre tenen un camí pradakhshina al seu voltant, per això s'utilitza com a lloc de meditació.

## Història
Els primers temples o chaitya posseïen un stupa al seu interior de mida considerable que, posteriorment, el budisme Mahayana va reemplaçar per estàtues de Buda. Aquests túmuls es van utilitzar per al·ludir al Buda, sobretot en l'art theravada.

Hi ha tres textos canònics on es relata el moment previ a la mort de Buda i el seu posterior decés (paranirvana). Encara que se sap que bona part del relatat ha estat barrejat amb llegendes, es considera igualment un text canònic i no per això se li resta importància. En general, el fet històric és menys rellevant que el relat mític. El més important d'ells és la Mahaparinibbanasutta, i és aquí on podem trobar una al·lusió a l'stupa budista. Es diu que sabent que el seu temps en aquesta terra havia culminat, Buda va començar a parlar-li al seu deixeble Ananda referint els quatre llocs que haurien de visitar els membres de la Sangha amb sentiments de profunda reverència:
El lloc on el Tathagata (Buda) va néixer, aquell on va aconseguir la Suprema il·luminació, el lloc on es va establir el regne de la rectitud i aquell en el qual el Tathagata va desaparèixer totalment. I aquells, Ananda, que amb el cor creient morissin mentre viatgen en aquest pelegrinatge renaixeran en els regnes feliços del cel, després de la mort, quan el cos es dissolgui. Quan Ananda preguntà què hauria de fer amb les seves restes, va respondre: no us molesteu, Ananda, honrant les restes d'aquell que així ha arribat. Dediqueu-vos al vostre propi bé! Hi ha deixebles laics que honraran les restes del Tathagata.
Aquí es veu clarament la voluntat de Buda pel que fa als que seran els llocs sagrats per excel·lència i la poca importància que dona a la veneració de les seves restes, ja que l'important ha de ser el seu ensenyament, no el cos material o la forma del seu mestre sinó el dharma, la doctrina. En un altre diàleg dins del seu període final, Buda esmenta la mateixa idea dient al seu deixeble:
Per tant, Ananda, viviu prenent refugi en vosaltres mateixos, recorreu a vosaltres mateixos i no a algun altre lloc; preneu refugi en la doctrina i no en algun altre lloc.
D'altra banda, en el Kalinga-bodhi jataka es pregunta a Buda quin tipus de santuari, sagrari o símbol el pot representar apropiadament en la seva absència. La resposta és que ell pot ser representat apropiadament per un arbre Bodhi, ja sigui durant la seva vida o després de la seva mort, o per relíquies corporals; la iconografia «indicativa» (uddesika) d'una imatge antropomòrfica es condemna com «sense fonament i conceptual, o convencional». Aquests textos reflecteixen la postura original del budisme, la qual rebutja qualsevol imatge antropomorfa en el sentit naturalista del terme, i promou la representació de símbols que evoquin i commemorin la vida de Buda, perquè ells porten a la memòria la doctrina de Buda. Un cop mort Buda se li van rendir tots els honors i ritus funeraris propis de l'època. Durant sis dies es va homenatjar el cos amb música, balls, etc. Al setè dia, després que arribés el venerable Mahakasyapa juntament amb un seguici de monjos i honressin al cos, la pira funerària es va encendre per si sola. Un cop cremat el cos es van col·locar les seves restes a la Sala de Consell dels Malles i es van reverenciar per altres set dies. Com que a aquestes celebracions hi van assistir persones de diferents pobles i indrets per on havia transitat Buda durant la seva vida, tots se sentien amb dret d'apropiar-se de les seves cendres. El conflicte va acabar quan va aparèixer Dona, un brama, que els va recordar la crida que feia Buda a conrear la paciència, i així va aconsellar dividir les restes en vuit parts i que cadascú erigís un monument als seus territoris.
 Dona va erigir ell mateix un túmul sobre el recipient on s'havien guardat les restes i els Moriyas de Pippalivana, que van reclamar una part quan ja s'havia fet la separació, van aixecar un monument sobre les cendres. I així, hi va haver vuit monuments per a les restes de Buda, un per al recipient i un per a les cendres.
 Segons la llegenda van ser deu els llocs on els laics van erigir túmuls funeraris. Malgrat que en no resten rastres, hom creu que es deurien haver fet amb terra mòlta. La seva forma era hemisfèrica amb base rodona, i haurien estat inspirats en els túmuls de la prehistòria i els monticles funeraris de les tribus àries. La gran quantitat que van ser construïts i donats ens permeten comptar amb rastres concrets la gran difusió i expansió d'aquesta doctrina, encara que siguin segles molt posteriors a Buda. El més rellevant de l'stupa és el significat transcendent que tanca el símbol. Diversos autors han analitzat i determinat alguns sentits d'aquest complex element i han donat una infinitat d'interpretacions. Més enllà de discutir-ne la certesa, allò interessant és mostrar els diferents nivells que hom pot comprendre el missatge inserit en ell, fet que fa palès de la riquesa d'aquest. A més, aquestes interpretacions moltes vegades no s'oposen, sinó que més aviat es complementen; així aquest símbol que, en aparença, pot al·ludir al mateix temps a diferents coses, en el seu sentit profund es refereix a una sola. D'una banda, es pot dir que l'stupa al·ludeix a la «via» o «camí iniciat» i consumat per Buda. S'ha de comprendre relacionant-lo amb els conceptes de nirvana i parinirvana. Per al budisme Hinayana, quan Buda entra en el nirvana assegut sota l'arbre Bodhi, el que aconsegueix és extingir les passions, aconseguint el cessament del que el budisme anomena la «originació causal» (paticca samuppāda), és a dir, el constant flux de l'esdevenir, la constant cadena de causa i efecte on una cosa es transforma en una altra en un cercle infinit, i on nosaltres estem presos d'aquest moviment que ens manté lligats al samsāra. Moltes vegades es descriu el nirvāna com una extinció, on s'apaguen els focs de la consciència egòtica, a saber: la gana o desig de plaer per mitjà dels sentits; el ressentiment o la irascibilitat; i l'engany o ignorància, aquest últim és el que ens condueix pel camí errat, sense donar-nos compte de la «veritat». Per aquesta raó es considera el nirvana com un «apagar o «extingir », és com una crida a la qual se li treu el combustible que la fa romandre encesa, en aquest instant ja no és moguda per res, per tant tot allò agitat per ella decau. D'aquesta manera, despullant de totes les concepcions i seguint un camí continu de despertar, es obrir-nos a la possibilitat de veure el que sempre ha estat alli, però a la qual cosa no es pot accedir a l'estat ordinari de consciència perquè en ell l'èsser està tancat i cec. Després del nirvana, el Buda ja no és un individu, ha acabat amb tot el que el constituïa com a tal, per aquest motiu ja no posseeix un nom individual, ja no és Siddhārtha, sinó que és Buda, el «despert», o com ell es denominava a si mateix, Tathāgata. No obstant això aquest nirvana és el Hinayana, nomenat «nirvana amb restes», on s'ha alliberat el flux mental del budisme antic, ənb psíquic, però es continua vivint en un cos, per tant encara queden romanents d'existència i aparença, d'aquesta forma encara està subjecte al patiment i a la malaltia. Però hi ha un altre nirvana denominat «nirvana sense restes» que equival al parinirvana, la despiració total i final, és el moment de la mort de Buda. Aquí s'acaben d'extingir tots els romanents d'existència, alliberant-fins dels components físics; s'acaba per dissoldre completament.
Segons la creença del budisme les restes del Buda, després de la seva cremació, van quedar impregnats del seu poder, al igual que la seva doctrina, d'aquesta manera cobren molta importància com a símbols del camí; de fet es creu que aquestes relíquies són vives, ell mor en la seva condició humana, però es mantindrà viu en l'eternitat a través d'elles i del Dharma. Per tant, l'stupa tenint-les en el seu interior és un clar símbol d'aquesta consumació total, d'aquest camí espiritual emprès per un determinat ésser. No és fins a l'època de l'emperador Aśoka (segle iii aC) on els rastres es tornen més clars i certs, pel que fa a l'històric. Ell s'hauria convertit al budisme, o almenys hauria tractat d'adoptar l'ètica budista, després d'una batalla on van morir moltes persones. Aquest horror el va fer qüestionar-se i adoptar alguns principis budistes, per exemple el de la no violència, la tolerància religiosa, entre d'altres. Aquests principis ell els va manar a inscriure en roca i és el que es coneix com a edictes d'Aśoka. Aquests s'han trobat en diverses parts de l'Índia i els seus voltants, en el que avui és Pakistan i l'Afganistan, donant compte de l'amplitud del seu poder. De fet, aquest imperi anomenat Maurya, fundat pel seu avi Candragupta, es considera com el primer imperi unificador de l'Índia, per aquest motiu era rellevant la seva contribució a l'expansió del budisme. A més dels edictes, Aśoka va manar a construir nombrosos stupas i monestirs, produint-se el que es coneix com la segona repartició de relíquies. A causa de la contínua expansió del budisme, necessitava disseminar més per poder portar-les fins als llocs més apartats. No obstant això, no van ser suficients, per tant es van utilitzar els escrits com a símbol de el cos de la Llei budista, el dharamakaya; així l'stupa no només tancava relíquies corporals sinó també tresors espirituals. A ell se li atribueix la construcció de l'stupa número 1 de Sanchi. És en aquesta època anterior a la era cristiana que aquest passa de ser un reliquiari a ser un monument escultòric de vasta amplitud i grans dimensions. És potser l'interès tant de la comunitat budista com d'Aśoka mateix el que promou la ràpida expansió de la doctrina budista. És així com hauria sorgit la necessitat de començar a relatar els principals esdeveniments de la vida de Buda que alhora comporten intrínseca seu ensenyament. En la mesura que l'stupa es va transformant passa a ser més que un túmul funerari, en ell estaria reflectida la doctrina o Dharma budista: al cim són un emblema real, un símbol recorda els orígens principescos del Buda.

## Origen
L'stupa té l'origen en els túmuls i, al principi, consistia únicament en un caramull de pedres al cor del qual hi havia una relíquia de Buda. Fou creada per l'emperador Ashoka al segle iii aC. (encara que alguns consideren que té un origen megalític, al II mil·lenni aC.), és un monument funerari de peregrinació. És el monument més important en la història de l'Índia, perquè és el més antic i es diu que va ser construït per contenir les cendres de Buda. En Sanchi es troben tres stupes, dividides a la Gran Stupa (número 1) i els stupes número 2 i 3, pel fet que les cendres de Buda van ser dividides entre vuit congregacions de monjos diferents en diferents llocs, i en aquest lloc és que es troben les tres stupes més antigues. El monument funerari, de fet, representa la "ment desperta" i el camí necessari per arribar a aquest estat espiritual. Estèticament, representa el cos de Buda, la seva paraula i la seva ment, que ensenyen el sender del despertar. Sobre una gran plataforma (Medhi), a manera d'altar sacrificial, que representa la terra, s'eleva el cos central semiesfèric, massís, que representa la volta celeste (camina, 'ou'). A sobre, es troba una estacada quadrangular (harmika) que fa referència i simbolitza la residència de la divinitat protegint la part superior de l'eix de l'univers (iashti), que hipotèticament travessa la volta. Sobre l'eix se situen diversos discos decreixents (chatravali), que donen forma d'un para-sol sagrada posant l'accent en la dignitat que representa la relíquia en qüestió (com més chatravali hagi, més sagrat es considera). El pelegrí havia d'apropar des de l'est, i envoltar-la d'esquerra a dreta, de manera que sempre el monument havia de quedar a la part dreta. Imitant així, el sentit en què les estrelles circumden el firmament de cel.
En els llocs més significatius de l'imperi d'Ashoka van ser erigides més de 80.000 stupes, que més tard van ser recobertes i adornades en posteriors etapes, sobretot durant les dinasties shunga i andhara. Per l'èxit que van tenir aquests monuments, van arribar a congregar grans masses de creients, de manera que va ser necessària la delimitació de el lloc sacre per a la circumval·lació de l'monument (pradakshina). Per ajudar a adoctrinar un poble analfabet, incapaç d'interpretar els textos sagrats, es van construir el deambulatori (vedika) i les quatre portes cardinals (toranas). Per a la correcta comprensió s'utilitzava un llenguatge costumista i desenfadat.
A partir del segle II d. C. amb el budisme Mahayana l'stupa comença la seva expansió, encara que mantenint els seus elements principals. El prestigi va anar creixent i els stupes, amb el temps, es van convertir en importants llocs de pelegrinatge. Van ser recoberts amb pedres, que sovint eren tallades i que il·lustraven la vida de Buda. Al Tibet, l'stupa va evolucionar i es va transformar en el chorten format per una cúpula que descansa sobre una base de cinc esglaons. Cada un d'ells simbolitza els cinc elements de el món. Al cim de l'espiral es troba un sol recolzat en una lluna creixent que simbolitzen la saviesa i la compassió. A la Xina i al Japó, els stupes es van transformar en pagodes, representant el cosmos budista.
Originalment, els stūpes consistien en un munt de pedres apilades en el centre es col·locaven les relíquies de Buda Gautama. Segons la tradició, després de la cremació de Buda, les seves relíquies es van repartir en vuit parts que es van lliurar als vuit reis que li havien retut homenatge:
- El rei de Magadha (Ayata-Shatru)

- El rei de Licchavi

- El rei de Kapilavastu
- El rei de Allakappa
- El rei de Ramagama
- El rei de papa
- El rei de Kusinâgar
- El bráhmana de Vethadipa

Aquestes relíquies van ser les que es van dipositar en les primitives stupes.
Segons les seves característiques, els stupes es poden classificar en quatre categories:
- Les dhatu-chaitia que contenen relíquies.

- Les paribhoga-chaitia que contenen objectes que van pertànyer a un Buda.

- Les dharma-chaitia que exposen la doctrina budista.

- Les uddeshika-chaitia que tenen una funció de santuari.

No obstant això, no totes els stupes contenen relíquies. De la mateixa manera, no totes les relíquies es conserven a stupes.
L'emperador Ashoka de l'Índia és considerat com el principal impulsor de la propagació d'aquest tipus de construcció. Segons la tradició, va ordenar la construcció de prop de 84.000 stupes, encara que es creu que aquesta xifra és més simbòlica que real.

## Estructura arquitectònica i simbolisme
El monument simbolitza la doctrina budista en la qual cada part representa elements còsmics. La base quadrada nomeada medhi simbolitza la terra, damunt d'aquesta s'aixeca una volta hemisfèrica nomeada "anda" que representa la part celestial. En la part de la Anda conté una balustrada que serveix per protegir la zona més espiritual nominada balustrada harmika, la qual esta travessada per un eix nomenat yashti, que conté una mena de para-sol nomenats chattravalai. Com més para-sols te el yashti, més importància té l'stupa. La terrassa simbolitza la residència dels déus. La lluna creixent és la unió de cel i de la terra. I finalment, els chakras o discos que coronen el pal i, que a mesura que guanyen alçada, perden superfície i representen el cel successius.
Els pelegrins entren per la zona est i fan la volta de l'stupa per la zona dreta. En un moment donat es construeix el vedika, que es la protecció que permet fer als fidels la circumval·lació al voltant de l'stupa. Aquest vedika conté 4 accessos que s'anomenen torana (porta per accedir al recinte). En aquestes dos parts es on hi ha molta decoració, principalment en l'ultima. Cada accés dirigeix a cadascun dels punts cardinals.
També hi ha altres símbols: l'eix central representa la muntanya Meru, la base quadrada el domini de el desig, l'hemisferi el domini de la forma i els para-sols apilats els dominis d'es principals La cúpula representava el nirvana, la base quadrada la disciplina. La seva representació es en definitiva l'ascensió del domini del desig, forma per acabar en el amb la no-forma. El que està present en l'stupa, per tant és l'extinció de l'individu, és una representació de les diferents etapes del camí, que Buda amb la seva fortalesa i voluntat va poder realitzar. La seva representació en ascensió del domini del desig, passant per la forma per acabar en la no forma, ens mostra la via necessària per transcendir al que està més enllà de la nostra dimensió espai temporal, i del que no cal dir ni una paraula perquè escapa a tota concepció.

### Tipus de stupa
Els stupes budistes són construïts per diverses raons, i són classificats sobre la base de la seva forma. L'interessant de l'stupa budista és l'ampli desenvolupament que va tenir al llarg del temps i la conseqüent transformació que va patir, sent un dels símbols més utilitzats en tot l'art budista. Generalment es classifiquen en quatre tipus d'acord amb el contingut i el que indiquen. D'una banda es concep com un contenidor de relíquies, dins el qual es col·loquen les cendres, restes d'ossos, cabells, etc. Per als budistes aquestes relíquies de Buda es consideren sagrades i carregades de poder, per tant honrar/rendir tribut amb ofrenes confereix mèrits al monjo. No es exclusiva per a les relíquies de Buda, es va utilitzar també per a tots aquells monjos cèlebres pertanyents a la comunitat, que hagin assolit la condició de arhat. Segons el Mahaparinibbanasutta hi ha quatre éssers dignes de ser venerats per aquest mitjà: El Tathagata, el sant, el perfecte i completament il·luminat, mereix un stupa. Similarment, en el Sutralamkara, s'indiquen tres categories d'homes dignes d'un stupa: Buddha, Arhat, reis Cakravartin. Aquest tipus de stupas erigits sobre relíquies és sariraka. Una altra categoria són els denominats paribhogika, construïts sobre objectes que pertanyien a Buda o als seus deixebles, com ara bols, robes o escriptures budistes importants. També en poden fer ús els deixebles que van aconseguir la condició de arhat. Els stupas denominats uddesika s'aixequen en els llocs sagrats del budisme dels que aviat es van convertir en llocs de peregrinació, i incloïen majoritàriament aquells on hagués esdevingut un esdeveniment especial en la vida de Buda, se'ls crida també stupas commemoratius. Finalment es troben els votius, aquells fets pels devots budistes amb la finalitat d'obtenir mèrits i aconseguir l'estat búdic. Tal com està dit en el Saddharmapundarikasutra: «aquells que construeixin stupas en pedra, or o diamants podran aconseguir l'estat del Buddha» Malgrat no contenir relíquies, els stupas commemoratius i votius han estat àmpliament venerats pels devots budistes al llarg de tota la història. 

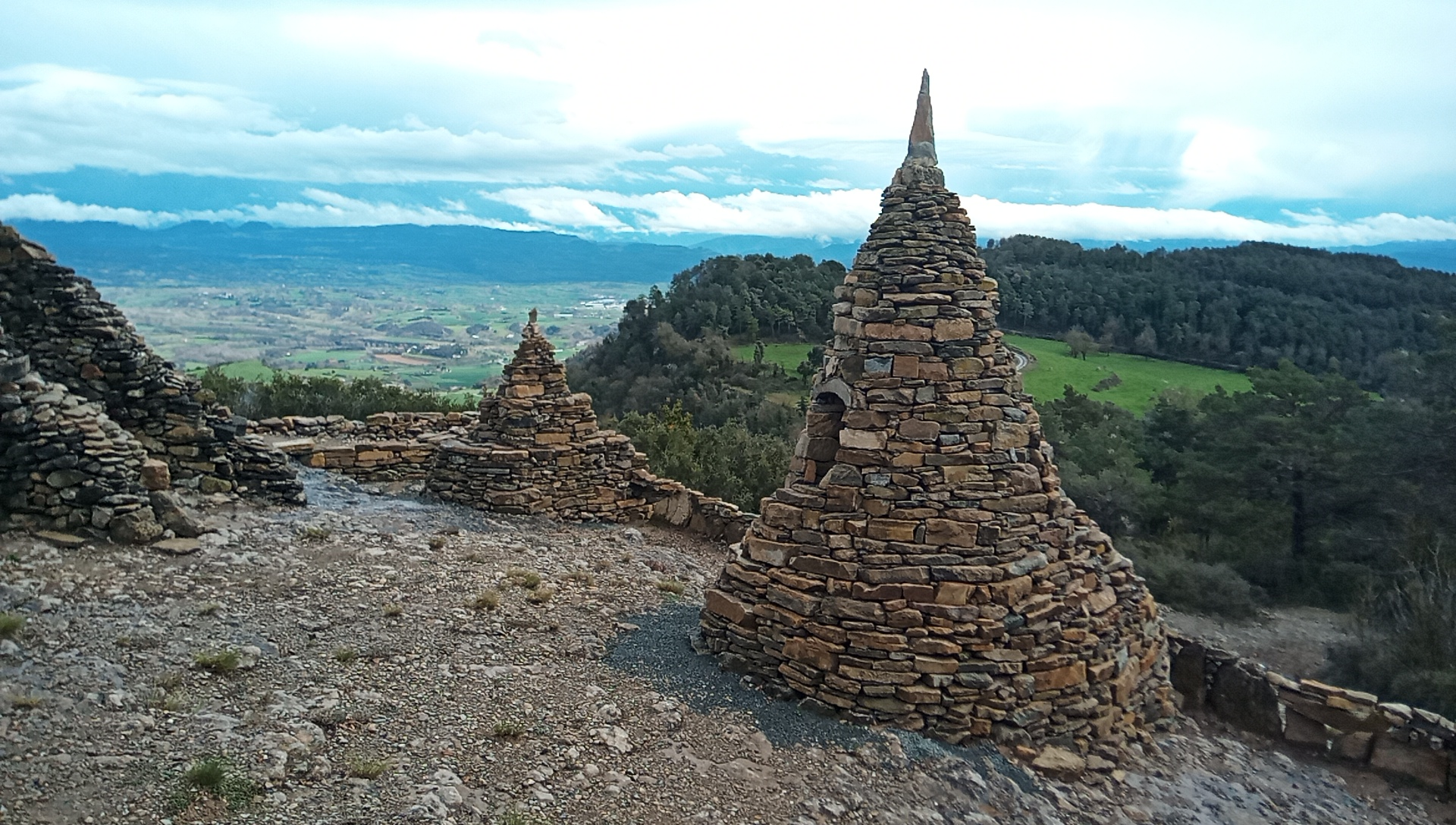
Estructures amb forma d'stupa al mirador de les Baulenes (Les Masies de Voltregà)

## Construcció
Per construir un stupa, és necessària la transmissió de dharma i les cerimònies conegudes per un mestre budista. El tipus de stupa a construir en una determinada zona es decideix juntament amb el mestre que assisteix en la construcció. De vegades, el tipus s'escull directament relacionat amb esdeveniments que han tingut lloc a la zona.

### Tresor
Tots els stupes contenen una tresoreria plena de diversos objectes. Petites ofertes votives de fang anomenades tsatses al Tibet omplen la major part del tresor. La creació de diversos tipus de tsatsas és una cerimònia en si. Els mantres escrits en paper són enrotllats en rotllos prims i posats en petits stupes de fang. Es col·loca una capa de tsatsa a la tresoreria i l'espai buit entre ells s'omple de sorra seca. A la nova superfície creada, es crea una altra capa de tsats i així fins que tot l'espai del tresor estigui ple.
El nombre de tsatsas necessaris per omplir completament la tresoreria depèn de la mida de l'stupa i de la tsatsa. Per exemple, l'stupa de Kalachakra al sud d'Espanya conté aproximadament 14.000 tsats.
Les joies i altres objectes "preciosos" també es col·loquen a la tresoreria. No cal que siguin cares, ja que és important el valor simbòlic, no el preu de mercat. Es creu que, com més objectes es col·loquen dins l'stupa, més gran és l'energia de l'stupa.

### Arbre de la vida
Un element important en cada stupa és l'arbre de la vida. Es tracta d'un pal de fusta recobert de joies i milers de mantres; està situat al canal central de l'stupa. Es col·loca durant una cerimònia o iniciació, on els participants contenen cintes de colors connectades a l'Arbre de la Vida. Junts, els participants realitzen els seus desitjos més positius i poderosos, que es troben emmagatzemats a l'Arbre de la Vida. D'aquesta manera es carrega l'estupea i comença a funcionar.

### Beneficis
Construir un stupa es considera extremadament beneficiosa, deixant empremtes kàrmiques molt positives en la ment. Els futurs beneficis d'aquesta acció donen com a resultat renaixements afortunats. Seran els resultats afortunats mundials, com ara néixer en una família rica, tenir un cos bell, una bona veu, ser atractiu, portar alegria als altres i tenir una vida llarga i feliç en la qual els desitjos es compleixen ràpidament. En el nivell absolut, també es podrà aconseguir ràpidament la il·luminació, l'objectiu del budisme.
Destruir un stupa, en canvi, es considera una obra extremadament negativa, similar a la de matar. Es diu que aquesta acció crea massives empremtes negatives, la qual cosa comportarà greus problemes futurs. Es diu que aquesta acció deixa la ment en un estat de paranoia després de la mort, donant lloc a renaixements totalment desgraciats.

### Decoració
Van ser decorades amb relleus escultòrics amb escenes de la vida de Buda. Aquestes decoracions es veuran en Sanchi i seguiran en Bharhut, Bodh Gaya, Mathura i també al nord-oest de Gandhara com l'Stupa de Butkara o Loriyan Tangai. Aquests grans monuments serveixen com a suport a les diferents representacions creades pels monjos artistes de l'època. Un dels més antics, i de el qual només es conserven fragments de les seves balustrades en diferents museus, és l'stupa de Bharhut, del segle II a.C. Si bé aquí encara no apareix la representació antropomòrfica de Buda, està decorada amb diferents episodis de les seves vides anteriors (Jataka) i de la seva última vida. Per tant, és interessant mencionarla, perquè, al costat de la de Sanchi, són els primers indicis i intents d'art i estil que seran característics de l'Índia en general. En aquests espais apareixen «la naturalitat de les actituds, la senzillesa dels gestos, l'estilització dels animals, la cura de l'execució, la dignitat natural, l'alegria de viure i una aguda observació de la naturalesa». Ara bé, si observem algunes de les seves imatges, crida l'atenció la desproporció que hi ha en alguns elements, per exemple, mans molt grans en comparació amb la resta de el cos, sobretot en els personatges que són propis d'aquest art, i que són presos de la religió prearia, tant pel budisme com pel bramanisme. Aquests personatges característics són els denominats yaksa i yaksi, considerats esperits de la naturalesa que posteriorment seran protectors i defensors de la fe budista. En ells es troba una característica pròpia de tot l'art de l'Índia, i figures femenines. La seva cintura es destaca per l'amplitud i eixamplament, tant dels malucs com de la zona del bust, els quals són força pronunciats, demostrant una noció animista segons Coomaraswamy, i un culte a la que es va a conservar al llarg de el temps, com ho és la silueta pronunciada de les fertilitat que portava molts anys arrelada a l'Índia, on l'agricultura era part de la vida des d'abans de l'arribada dels aris. Sens dubte també és un tret que mostra la tremenda sensualitat dels cossos, que no fa més que reflectir la sensualitat de la natura.

### Desenvolupament a Gandhara (segle III aC- segle V dC)
L'stupa va experimentar importants evolucions a la zona de Gandhara. Com que el budisme es va estendre a Àsia central, la Xina i, finalment, Corea i el Japó a través de Gandhara, l'evolució estilística de l'stupa de Gandhara va ser molt influent en el desenvolupament posterior de l'stupa (i formes artístiques o arquitectòniques relacionades) en aquestes àrees. L'stupa de Gandhara va seguir diversos passos, en general, avançant cap a fomes més elevades i afegits d'elements decoratius, fet que va acabar amb el desenvolupament de la torre de la pagoda. Els principals tipus de stupa són, per ordre cronològic: 
1. Stupa Dharmarakija amb un disseny gairebé tipic indi.
2. Stupa de Saidu Sharif amb una escalera que va cap a una cúpula elevada sobre una plataforma quadrada.
3. Stupa de Loriyan Tangai amb una forma més allargada i molts relleus narratius.
4. Stupa piramidal com l'stupa de Jaulian.
5. Stupa cruciforme amb vols d'escales en els quatre punts cardinals com l'stupa de Bhamala.
6. Stupa de Kanishka.

## Expansió cap a Àsia
L'arquitectura de l'stupa es va adoptar al sud-est i l'Àsia oriental, on es va fer destacat com a monument budista utilitzat per consagrar les relíquies sagrades. Els arcs de la porta d'Índia, la torana, van arribar a Àsia Oriental amb la propagació del budisme. Alguns estudiosos afirmen que el torii deriva de les portes torana al jaciment històric budista de Sanchi (segle iii aC - segle xi dC). Al Tibet, l'stupa es va convertir en el chörten i la pagoda a Àsia Oriental. La pagoda té formes variades que inclouen també estils en forma de campana i piramidal. En el context occidental, no hi ha una distinció clara entre un stupa i una pagoda. En general, però, "stupa" és el terme que s'utilitza per a una estructura budista a l'Índia o el sud-est asiàtic mentre que "pagoda" es refereix a un edifici de l'Àsia oriental que pot ser ingressat i que es pot utilitzar amb finalitats seculars. Tanmateix, l'ús del terme varia segons la regió. Per exemple, els stupes a Birmània solen denominar-se a "pagodes".

### Desenvolupament de la pagoda
Les paraules asiàtiques per a la pagoda (tā en xinès, ap en coreà, tháp en vietnamita, tō en japonès) es pensen que deriven de la paraula pali per stupa, thupa, la pronunciació del sànscrit és stupa. En particular, es creu que es el tipus de stupa semblant a la torre, l'última etapa del desenvolupament de stupa Gandhara, visible al segon stupa de Kanishka (segle iv), és el que és el precussor dels stupes de la torre a Turkestan i de les pagodes xineses com la pagoda Songyue (523 CE).

## Stupes tibetans
Hi ha vuit tipus de stupes diferents en el budisme tibetà, cadascun dels quals fa referència a esdeveniments importants de la vida de Buda.

### Columna de flor de lotus
També coneguda com a "Naixement de l'Stupa Sugata". Aquest stupa fa referència al naixement de Buda Gautama. En el seu naixement, Buda va fer set passos en cadascuna de les quatre direccions (est, sud, oest i nord). En cada direcció, brotaven lotus, que simbolitzaven els brahmavihàras: amor, compassió, alegria i equanimitat. La base d'aquest stupa és circular i té quatre esglaons i està decorada amb dissenys de pètals de lotus. De vegades, es construeixen set graons de lotus acumulats. Es refereixen als set primers passos de Buda.

### Stupa d'il·luminació
També conegut com l'"Stupa de la Conquesta de Mara", aquest stupa simbolitza la consecució de la il·luminació per part de Buda als 35 anys sota l'arbre bodhi de Bodh Gaya, on va conquerir temptacions i atacs mundans, manifestant-se en forma de Mara.

### Stupa de moltes portes
Després d'arribar al nirvana, el Buda va ensenyar als seus primers deixebles en un parc de cérvols prop de Sarnath. La sèrie de portes a cada costat dels esglaons representa els primers ensenyaments: les quatre nobles veritats, els sis pāramitās, el Camí Noble Vuit Doble i els Dotze Nidānas.

### Stupa de descens del regne de Déu
Als 42 anys, Buda va anar a un refugi d'estiu al Cel Tuṣita, on la seva mare havia renascut. Per tornar la seva bondat va ensenyar el dharma al seu renaixement. Els habitants locals van construir un stupa a Sankassa per tal de commemorar aquest esdeveniment. Aquest tipus de stupes es caracteritza per tenir una projecció central a cada costat que conté una escala triple o escales.

### Stupa de grans miracles
També coneguda com la "Stupa de Conquesta de les Tirthikas", fa referència a diversos miracles realitzats per Buda quan tenia 50 anys. La llegenda afirma que va dominar els mars i els heretges implicant-los en arguments intel·lectuals i també fent miracles. Aquest stupa va ser plantejada pel regne Lichavi per commemorar l'esdeveniment.

### Stupa de reconciliació
Aquest stupa commemora la resolució del Buda de la disputa entre els Sangha. Un stupa d'aquest tipus es va construir al regne de Magadha, on es va produir la reconciliació. Té quatre graons octogonals amb els costats iguals.

### Stupa de victòria completa
Aquest stupa commemora l'èxit que Buda va allargar la seva vida tres mesos. Té només tres esglaons, circulars i poc adornats.

### Stupa del Nirvana
Aquest stupa fa referència a la mort de Buda quan tenia 80 anys. Simbolitza la seva desaparició total. Té forma de campana i sol decorar-se.

## Stupes destacats
Les primeres proves arqueològiques de la presència d'stupes budistes daten de finals del segle iv aC. A l'Índia Sanchi, Sarnath, Amaravati i Bharhut es troben entre els stupes més antics coneguts. El més alt és el Jetavanaramaya Stupa situat a l'antiga ciutat d'Anuradhapura, Sri Lanka amb una alçada de 120 m. La vall de Swat acull un stupa ben conservat a Shingardar, a prop de Ghalegay. Un altre stupa es troba a Barikot i Dharmarajika-Taxila al Pakistan. A Sri Lanka, l'antiga ciutat d'Anuradhapura inclou algunes dels stupes més alts, més antics i més ben conservats del món, com ara Ruwanwelisaya.